# Elaine Trepper
Elaine Trepper (* 1. Dezember 1955 in Südwestafrika, heute Namibia) ist eine namibische SWAPO-Politikerin.

## Leben
Elaine Trepper war seit 1985 als Lehrerin in Lüderitz. Sie engagierte sich in der Anti-Apartheid-Bewegung und schloss sich 1991 der South West Africa People’s Organization (SWAPO) an. Sie engagierte sich in der Namibia’s liberation movement. Nach der Unabhängigkeit Namibias 1990 wurde sie in der Lehrergewerkschaft Namibia National Teachers Union (NANTU) aktiv und 1998 Vorstandsmitglied.
1991 wurde Trepper für die SWAPO in Windhoek West gewählt und war verantwortlich für die Mobilität und Lobbyarbeit ihrer Partei. 1994 wurde sie Branch Coordinator und 1998 District Coordinator.
1998 wurde sie Mitglied des Stadtrates von Windhoek. 1999 wurde sie zur stellvertretenden Bürgermeisterin von Mathew Shikongo und Vorsitzenden des Stadtrates gewählt. Von 2000 bis 2003 war sie Mitglied des Management Committee Council von Windhoek. Von 2004 bis 2008 war sie wieder stellvertretende Bürgermeisterin. Zudem engagierte sie sich auf nationaler Eben für den Aufbau der Infrastrukturen sowie für Soziales und Gesundheit in Namibia. 2009 wurde sie zum Vorstand des Management Committee gewählt.
Elaine Trepper war vom 2. Dezember 2010 (Amtsantritt am 17. Januar 2011) bis zu ihrer Abwahl am 26. November 2012 Bürgermeisterin der Stadt Windhoek. Sie war die erste farbige Bürgermeisterin in der Geschichte Windhoeks.